# Edwig Cammaerts
Pour les articles homonymes, voir Cammaerts.
Edwig Cammaerts est un coureur cycliste belge né le 17 juillet 1987, à Namur.

## Biographie

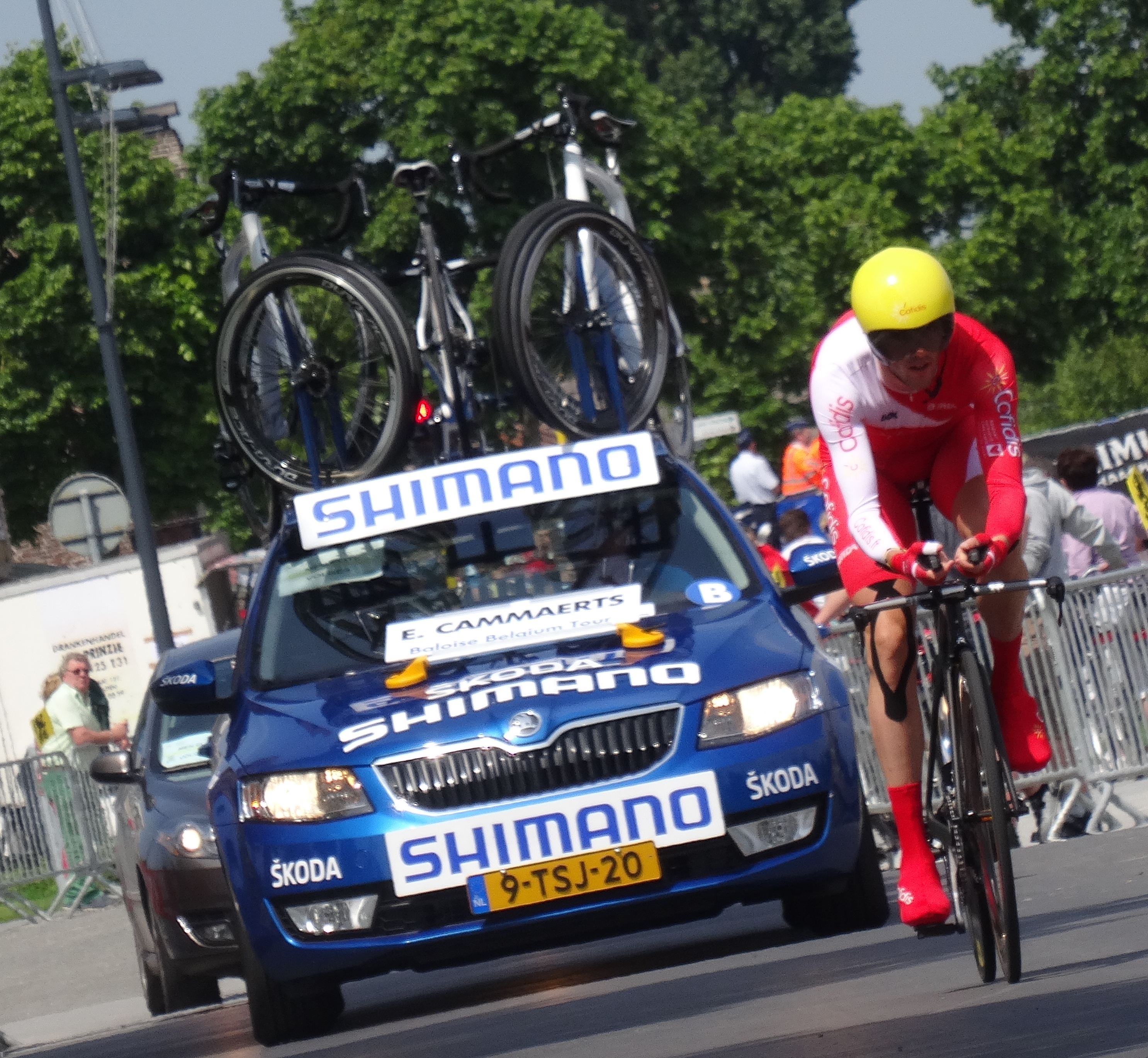
Edwig Cammaerts lors du contre-la-montre de la 3e étape du Tour de Belgique 2014 à Dixmude.

Après trois saisons passées dans la formation Cofidis, Cammaerts n'est pas conservé dans l'effectif pour la saison 2015,.
Il signe un contrat avec l'équipe continentale belge Veranclassic-Ekoï au mois d'octobre 2014. 

## Palmarès
- 2009[4]
  - 3e étape du Tour de Namur
- 2010
  - Classement général du Tour de Namur
  - 2e de la Beverbeek Classic
  - 3e du Triptyque ardennais
- 2013
  - Classic Loire-Atlantique
- 2015
  - Champion de Wallonie sur route

## Classements mondiaux
| Année           | 2009   | 2010 | 2011 | 2012 | 2013 | 2014 |
| --------------- | ------ | ---- | ---- | ---- | ---- | ---- |
| UCI Europe Tour | 1 079e | 335e | 182e | nc   | 168e | nc   |